# Старый мост (Гусар)
Старый мост — неофициальное название одного из двух мостов в городе Гусар в Азербайджане. Пересекает горную реку Гусарчай. Связывает центр города с посёлком Заречка (южным районом города). Имел ключевое значение для города до постройки нового моста. Построен в начале XX века.
Длина моста — 53 метра. Расположен рядом с улицей Свобода. Дорога на мост была отреставрирована в 2007 году.

## Реконструкция
В настоящее время мост демонтирован и заменён новым железобетонным мостом. Часть старого железного пролёта моста была перевезена и установлена в селе Гюндузкала Кусарского района на реке Гуручай.